# Florent Chaigneau
Florent Chaigneau (* 21. März 1984 in La Roche-sur-Yon) ist ein französischer Fußballtorwart.

## Karriere
Chaigneau begann seine Karriere beim Stade Rennes, wo er als 17-Jähriger erstmals für die zweite Mannschaft zum Einsatz kam. Zugleich nahm er für die französische U-17-Auswahl an den Weltmeisterschaften 2001 und 2002 teil. Darüber hinaus gewann er 2003 mit der A-Jugend den Coupe Gambardella sowie ein Jahr später die nationale Meisterschaft der Reservemannschaften. Am 21. Februar 2004 erreichte er sein Erstligadebüt, als er bei 1:2 gegen den RC Lens für Petr Čech eingewechselt wurde. Nach sechs Spielen in dieser lief er in der folgenden Spielzeit jedoch nicht mehr für die Profimannschaft auf. Daher wurde er 2005 an den englischen Zweitligisten Brighton & Hove Albion ausgeliehen, spielte aber auch dort lediglich ein einziges Mal und musste zudem den Abstieg hinnehmen. Er kehrte nach Rennes zurück, von wo aus er wenig später an den französischen Drittligisten Sporting Toulon ausgeliehen wurde. Zwar wurde er dort häufiger eingesetzt, doch konnte sich Chaigneau auch in Toulon nicht endgültig durchsetzen. In Rennes wurde sein Vertrag 2007 nicht verlängert, woraufhin er zwei Jahre lang vereinslos war. Er unterschrieb beim Fünftligisten Le Poiré-sur-Vie VF. Mit diesem stieg er in die vierte Liga auf und war erstmals Stammtorwart. 2011 kehrte er nach dem zweiten Aufstieg in Folge in die dritte Liga durch seine Unterschrift beim FC Lorient in die erste Liga zurück, auch wenn er dort als dritter Torwart vorgesehen war und sich fortan mit einzelnen Einsätzen begnügen musste.